# Erdal (Name)
Erdal ist ein türkischer männlicher Vorname, der auch als Familienname vorkommt.

## Bedeutung
In der türkischen Sprache bedeutet Erdal so viel wie „eine jugendliche Person“. Der Name ist zusammengesetzt aus „er“ (der tapfere, taugliche Mann) und „dal“ (der Zweig, der Spross aus einem Stamm, das Reis).

## Namensträger

### Vorname
- Erdal Akpınar (* 1938), türkischer Fußballspieler
- Erdal Arıkan (* 1958), türkischer Informatiker
- Erdal Celik (* 1988), deutscher Fußballspieler türkischer Herkunft
- Erdal Ceylanoğlu (* 1945), türkischer General
- Erdal Eren († 1980), türkischer Schüler und Hinrichtungsopfer
- Erdal Erzincan (* 1971), türkischer Musiker
- Erdal Güneş (* 1982), türkischer Fußballspieler
- Erdal İnönü (1926–2007), türkischer Physiker und Politiker
- Erdal Keser (* 1961), türkischer Fußballspieler und -trainer
- Erdal Kılıçaslan (* 1984), deutsch-türkischer Fußballspieler
- Erdal Merdan (1949–2010), deutsch-türkischer Autor, Regisseur und Schauspieler
- Erdal Öz (1935–2006), türkischer Schriftsteller und Verleger
- Erdal Öztürk (* 1996), deutschtürkischer Fußballspieler
- Erdal Pekdemir (* 1992), türkischer Fußballspieler
- Erdal Rakip (* 1996), schwedischer Fußballspieler türkischer Herkunft
- Erdal Sezek (* 1980), türkischer Fußballspieler
- Erdal Tuncer (* 1942), türkischer Fußballspieler
- Erdal Yıldız (* 1966), deutsch-kurdischer Schauspieler

### Familienname
- Fehriye Erdal (* 1977), kurdisch-türkische Aktivistin
- Yasin Erdal (* 1986), türkisch-niederländischer Fußballspieler
- Ziya Erdal (* 1988), türkischer Fußballspieler

### Künstlername
- Erdal Çelik (Azad Çelik; * 1987), deutscher Schauspieler türkisch-kurdischer Abstammung

### Pseudonym
- Bahoz Erdal (* 19**), kurdisches PKK-Mitglied

## Erdal als Markenname
Der Markenname für das bekannte Schuhpflegemittel Erdal leitet sich nicht von dem türkischen Namen, sondern von der Mainzer Mundartaussprache des Familiennamens Erthal ab. Ebenso haben die gleichnamigen Ortsnamen in Norwegen und der norwegische Familienname Erdal nichts mit diesem Namen zu tun.